# Broadus
Broadus is een plaats (town) in de Amerikaanse staat Montana, en valt bestuurlijk gezien onder Powder River County.

## Demografie
Bij de volkstelling in 2000 werd het aantal inwoners vastgesteld op 451.
In 2006 is het aantal inwoners door het United States Census Bureau geschat op 458, een stijging van 7 (1,6%).

## Geografie
Volgens het United States Census Bureau beslaat de plaats een oppervlakte van
0,8 km², geheel bestaande uit land. Broadus ligt op ongeveer 923 m boven zeeniveau.

## Plaatsen in de nabije omgeving
De onderstaande figuur toont nabijgelegen plaatsen in een straal van 84 km rond Broadus.